# Maden (district)
Maden is een Turks district in de provincie Elazığ en telt 15.822 inwoners (2007). Het district heeft een oppervlakte van 810,1 km². Hoofdplaats is Maden.
De bevolkingsontwikkeling van het district is weergegeven in onderstaande tabel.
| 1997   | 2000   | 2007   |
| ------ | ------ | ------ |
| 21.385 | 21.699 | 15.822 |